# Frederico IV, Eleitor Palatino
Frederico IV, cognominado Frederico o Justo (Amberg, 5 de março de 1574 – Heidelberg, 19 de setembro de 1610) foi um príncipe-eleitor do Eleitorado do Palatinado, único filho sobrevivente de Luís VI e de Isabel de Hesse.

## Biografia
O pai de Frederico faleceu em 1583, quando ele contava 9 anos de idade, tendo ficado à guarda do seu tio João Casimiro, um fervoroso calvinista. O matemático e astrónomo calvinista Bartholemaeus Pitiscus serviu como seu tutor, tornando-se, mais tarde, em pregador da corte.
Em janeiro de 1592, Frederico assumiu o controle do governo do Palatinado depois da morte de João Casimiro, tendo continuado as medidas anticatólicas do tio. Assumiu a liderança da União Protestante em 1608, pelo que o conflito entre católicos e protestantes cresceu significativamente no Palatinado. 
Frederico mostrou, apesar sua falta de formação, um grande interesse na área das humanidades, tendo dotado a Universidade de Heidelberg com cadeiras de história e orientalismo. No entanto, abandonou-se aos seus prazeres e arruinou as finanças dos seus territórios.
O eleitor Frederico IV manteve uma importância permanente, tendo mandado construir, entre 1606 e 1607, a fortaleza Friedrichsburg, a partir da qual viria a surgir a cidade de Mannheim e o Palácio de Mannheim. As suas principais actividades no Castelo de Heidelberg prenderam-se com a criação do chamado Friedrichsbaus (Edifício de Frederico) e a expansão das três torres no lado oriental.

## Casamento e descendência
Frederico casou-se com a condessa Luísa Juliana de Orange-Nassau, filha do príncipe Guilherme I, Príncipe de Orange, no dia 23 de junho de 1593. Juntos tiveram oito filhos:
1. Luísa Juliana do Palatinado (16 de julho de 1594 - 28 de abril de 1640), casada com o conde palatino João II do Palatinado-Zweibrücken; com descendência.
2. Catarina Sofia do Palatinado (10 de junho de 1595 - 28 de junho de 1626), morreu solteira e sem descendência.

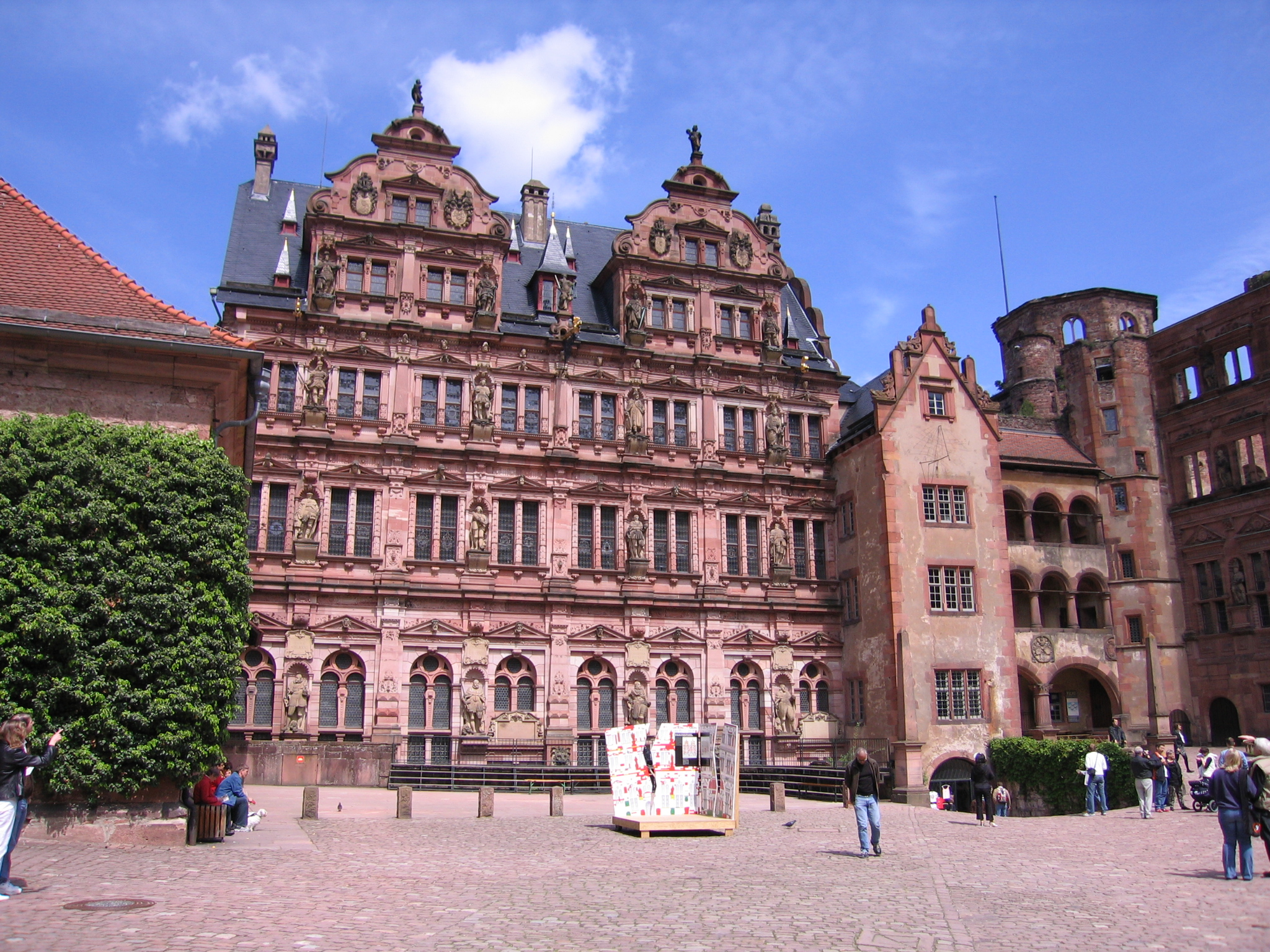
O Friedrichsbaus no Castelo de Heidelberg

1. Frederico V, Eleitor Palatino (16 de agosto de 1596 - 29 de novembro de 1632), casado com a princesa Isabel da Boémia; com descendência.
2. Isabel Carlota do Palatinado (19 de novembro de 1597 - 26 de abril de 1660), casada com Jorge Guilherme, Eleitor de Brandemburgo; com descendência.
3. Ana Leonor do Palatinado (4 de janeiro de 1599 - 10 de outubro de 1600), morreu aos vinte-e-um meses de idade.
4. Luís Guilherme do Palatinado (5 de agosto de 1600 - 10 de outubro de 1600), morreu aos dois meses de idade.
5. Maurício Cristiano do Palatinado (18 de setembro de 1601 - 28 de março de 1605), morreu aos três anos de idade.
6. Luís Filipe do Palatinado-Simmern-Kaiserslautern (23 de novembro de 1602 - 6 de janeiro de 1655), casado com a duquesa Maria Leonor de Brandemburgo; com descendência.